# Фелоген
Фелоген је латерално творно ткиво биљака, код којих постоји секундарно дебљање стабла и корена (голосеменице и дрвенасте скривеносеменице).
Деобама ћелија фелогена ка периферији се одвајају и диференцирају ћелије плуте, док се ка унутрашњости одвајају ћелије фелодерма. Фелодерм, фелоген и плута заједно чине перидерм.